# Nacho Ruipérez Fernández
Nacho Ruipérez Fernández (València, 1983) és un guionista, director de cinema i sèries de televisió valencià director de la pel·lícula El desentierro, que va obtenir 6 premis en la primera edició dels premis de l'Acadèmia Valenciana de l'Audiovisual (AVAV) el 2018.

## Biografia
Nacho Ruipérez va llicenciar-se en Comunicació Audiovisual per l'Escola Politècnica Superior de Gandia. Abans de dedicar-se al cinema, va cursar estudis de música i art dramàtic, però va decidir abandonar la seva carrera musical per centrar-se en el cinema i el teatre.
Va iniciar la seva carrera professional a l'àmbit escènic, col·laborant durant més de deu anys amb diverses companyies teatrals. El 2010, va completar el Màster Iberoamericà de Guió per a Cinema a la Universitat Internacional Menéndez Pelayo i un màster en postproducció digital a la Universitat Politècnica de València.
El 2018, va estrenar el seu segon llargmetratge com a director, El Desentierro, al Festival de Cinema Europeu de Sevilla. Aquest thriller, rodat als arrossars de l'Albufera de València va ser distribuït per Filmax i protagonitzat per Leonardo Sbaraglia, Nesrin Cavadzade, Michel Noher i Jan Cornet. La pel·lícula va guanyar 6 premis a la primera edició dels premis de l'Acadèmia Valenciana de l'Audiovisual (Premis Berlanga, actualment Premis Lola Gaos).
El 2020 va dirigir i co-escriure el docudrama Esclats de llum, produït per Wasalia Dreams i protagonitzat per Iris Ribera, es va estrenar al Festival Internacional de Cinema Jove de València.
El 2021 co-dirigí les temporades 12, 13, 14 i 15 de la sèrie televisiva "L'Alqueria Blanca" i va ser director de les temporades 16 i 17 de la mateixa sèrie, produïda per Ondenou i À Punt Media, RTVV.
Ruipérez és membre de l'Acadèmia de les Arts i les Ciències Cinematogràfiques d'Espanya, soci numerari d'AVAV i d'EDAV (Associació d'Escriptors/es de l'Audiovisual Valencià).

## Filmografia

### Curtmetratges
- La -mal tratada- historia de María (2007)[20]
- La Victoria de Úrsula (2012)[21]
- La Ropavejera (2014)[22]

### Llargmetratges
- Blue lips (2014)[23]
- El Desentierro (Coproducció Espanya-Argentina; El Desenterrament AIE, Abordar, Aleph Media, RTVE, 2018)[24][25][26]

### Documentals
- Esclats de llum (2020)[17][27]

### Televisió
- L'Alqueria Blanca (2021-actualitat)[1]